# T. J. Ward
Terrell Ray Ward, Jr. (* 12. Dezember 1986 in Antioch, Kalifornien) ist ein ehemaliger US-amerikanischer American-Football-Spieler auf der Position des Safeties. Er spielte für die Cleveland Browns, die Denver Broncos und die Tampa Bay Buccaneers. Mit den Broncos gewann er den Super Bowl 50.

## Frühe Jahre
Ward ging auf die High School in Concord, Kalifornien und später auf die University of Oregon, wo er für die Oregon Ducks spielte.

## NFL

### Cleveland Browns
Ward wurde im NFL Draft 2010 in der zweiten Runde als insgesamt 38. Spieler von den Cleveland Browns ausgewählt. Er absolvierte in seinem ersten NFL-Jahr alle 16 Saisonspiele und erzielte hierbei 123 Tackles und zwei Interceptions. Gegen die Cincinnati Bengals teilte er einen harten „Helm auf Helm“-Hit gegen Bengals-Spieler Jordan Shipley aus, woraufhin Ward eine Geldstrafe zahlen musste. In seiner zweiten Saison konnte er auf Grund einer Verletzung nur acht Saisonspiele absolvieren, verbuchte aber seinen ersten Sack in dieser Saison. In der Saison 2012 absolvierte er 14 Saisonspiele, 2013 alle 16. Außerdem wurde er 2013 das erste Mal für den Pro Bowl nominiert.

### Denver Broncos
Am 11. März 2014 unterschrieb Ward einen Vier-Jahres-Vertrag über 23 Millionen US-Dollar bei den Denver Broncos. Hier wurde er erneut in seiner ersten Saison für den Pro Bowl nominiert. In der Saison 2015 erzielte er 61 Tackles, 2 Sacks und erzwang 2 Fumbles. Die Broncos beendeten die Saison mit zwölf Siegen und vier Niederlagen. Außerdem hatten die Broncos in dieser Saison die beste Defense der gesamten NFL. In der Divisional Round der AFC gegen die Pittsburgh Steelers verletzte sich Ward am Knöchel. Das Spiel gewannen die Broncos 23:16 und kamen somit ins AFC-Championship-Spiel gegen die New England Patriots, welches auch mit 20:18 gewonnen werden konnte. Ward konnte jedoch auf Grund seiner Verletzung nicht an diesem Spiel teilnehmen. Zum Super Bowl 50 kehrte er allerdings wieder in den Kader zurück und gewann hier mit den Denver Broncos gegen die Carolina Panthers mit 24:10. Ward sicherte einen Fumble und fing eine Interception in diesem Spiel. Am 2. September 2017 wurde er entlassen.

### Tampa Bay Buccaneers
Nur einen Tag nach seiner Entlassung bei den Broncos unterschrieb Ward noch vor Start der Regular Season 2017 einen Vertrag bei den Tampa Bay Buccaneers.

### Arizona Cardinals
Am 1. Oktober nahmen die Arizona Cardinals Ward für ihren Practice Squad unter Vertrag. Nach drei Wochen wurde Ward wieder entlassen.

## Persönliches
T. J. Ward ist der Bruder von Terron Ward, von 2015 bis 2017 Runningback bei den Atlanta Falcons und der Cousin des ehemaligen Runningbacks Maurice Jones-Drew (Jacksonville Jaguars, Oakland Raiders).